# Yuttana Ruangsuksut
Yuttana Ruangsuksut (tiếng Thái: ยุทธนา เรืองสุขสุด, sinh ngày 29 tháng 8 năm 1989), còn được biết với tên đơn giản Ron (tiếng Thái: รอน) là một cầu thủ bóng đá người Thái Lan thi đấu ở vị trí tiền đạo cho câu lạc bộ ở Thai League 2 Khon Kaen.

## Danh hiệu

### Câu lạc bộ
Nakhon Ratchasima
- Thai League 2 (1): 2014